# Victor Barbeaux
Pour les articles homonymes, voir Barbeaux.
Pour l’article ayant un titre homophone, voir Victor Barbeau.
Victor Barbeaux né à Seilles le 23 juillet 1913, mort à Coxyde le 6 février 1978 est un homme politique belge, militant du Mouvement ouvrier chrétien et militant wallon.
Député de l'arrondissement administratif de Dinant de 1958 à 1961, non réélu cette année en raison du poids conservateur dans le PSC, à nouveau député de 1965 à 1971 puis sénateur de 1971 à sa mort, il émane des organisations ouvrières chrétiennes et se fait leur relais politique au Parlement de même que celui de Rénovation wallonne, un mouvement wallon d'inspiration chrétienne. Comme relais de cette organisation, il proposa de relever de caducité le projet de loi déjà déposé par Jean Duvieusart lors de la législature précédente et visant à créer une interprovinciale wallonne (faute de pouvoir créer une Wallonie autonome), à laquelle les diverses provinces wallonnes auraient délégué des pouvoirs. Mais il ajouta à la proposition que le conseil de cette interprovinciale soit élu au suffrage universel. Mécontent du sort fait à la Wallonie, il refusa la confiance au gouvernement Eyskens-Merlot de 1968, notamment avec Alfred Califice et André Magnée.
Il fut également bourgmestre de Ciney de 1967 à 1976.